# Трансценденция (психология)

## Происхождение понятия трансценденция
Трансценденция (Transend - (от лат. transendere - подниматься выше, или за пределы, преодолевать, превосходить)) - выходить за пределы.
Оксфордский Словарь Английского Языка дает следующие значения:
1) переправиться или пройти выше (физического препятствия или ограничения); вскарабкаться или подняться выше вершины (стены или горы)...
2) пройти или расшириться за пределы или над, пройти за пределы ограничений (чего-то нематериального), превзойти, выйти за пределы
3) идти вперед в некотором качестве, или атрибуте, подниматься вверх, превосходить
4) возноситься, идти вверх, восходить
Таким образом:
трансцендировать - это  выходить за пределы по вертикали, превосходить.

## Психология
Трансценденция появляется в психологии там, где появляется представление о вертикальном развитии человека.

## Аналитическая психология
Трансценде́нция  в аналитической психологии Карла Густава Юнга функция слияния сознательных и бессознательных содержаний. Ключевое понятие психического развития, связано с процессом индивидуации. Фундаментальная движущая сила психики направленная в область постижения самости. Трансцендентальным переживаниям может сопутствовать смена психической установки или изменение психического тонуса — либидо.

## Трансперсональная психология
В трансперсональной психологии "Трансценденция" это одно из ключевых понятий. А. Маслоу, один из основателей Трансперсональной Психологии выделяет особый тип самоактуализирующегося человека - трансцендирующий самоактуализирующийся человек, и посвящает различным смыслам трансценденции главу.